# ZNF423
ZNF423‏ (Zinc finger protein 423) هوَ بروتين يُشَفر بواسطة جين ZNF423 في الإنسان.